# Port Vila Muncipalstadion
Het Port Vila Muncipalstadion is een multifunctioneel stadion in Port Vila, de hoofdstad van Vanuatu, op het eiland Efate. Het stadion wordt gebruikt voor voetbal en rugbywedstrijden. In het stadion is plaats voor 10.000 toeschouwers. 
In 2016 werd dit stadion gebruikt voor het Oceanisch kampioenschap voetbal onder 19 van 2016.